# Спасс (Кашинский район)
Спасс — деревня в Кашинском городском округе Тверской области.

## География
Находится в юго-восточной части Тверской области на расстоянии приблизительно 13 км на юго-восток по прямой от города Кашин на левом берегу Волги.

## История
Деревня была показана ещё на карте 1825 года. В 1859 году здесь (деревня Кашинского уезда) было учтено 12 дворов, в 1978 — 12. До 2018 года входила в состав ныне упразднённого Карабузинского сельского поселения.

## Население
Численность населения: 85 человек (1859 год), 3 (русские 100 %) 2002 году, 1 в 2010.